# Championnat du Maroc de football 1974-1975
Navigation
Édition précédente Édition suivante
Le club du Mouloudia d'Oujda a remporté le championnat du Maroc de football 1974-1975. C'est le premier sacre en championnat du club Oujdi.

## Classement final
| Rang | Équipe                       | Pts | J  | G  | N  | P  | Bp | Bc | Diff |
| ---- | ---------------------------- | --- | -- | -- | -- | -- | -- | -- | ---- |
| 1    | Mouloudia Club d'Oujda       | 68  | 30 | 13 | 12 | 5  | 33 | 19 | +14  |
| 2    | Maghreb de Fès               | 68  | 30 | 14 | 10 | 6  | 32 | 20 | +12  |
| 3    | Raja Club Athletic V         | 66  | 30 | 10 | 16 | 4  | 47 | 28 | +19  |
| 4    | Association sportive de Salé | 66  | 30 | 11 | 14 | 5  | 23 | 14 | +9   |
| 5    | FUS de Rabat                 | 65  | 30 | 13 | 9  | 8  | 35 | 19 | +16  |
| 6    | Difaâ d'El Jadida            | 65  | 30 | 10 | 15 | 5  | 28 | 23 | +5   |
| 7    | Chabab Mohammédia CdT        | 63  | 30 | 11 | 11 | 8  | 27 | 16 | +11  |
| 8    | TAS de Casablanca            | 61  | 30 | 9  | 13 | 8  | 37 | 22 | +15  |
| 9    | Wydad AC                     | 61  | 30 | 9  | 13 | 8  | 25 | 27 | -2   |
| 10   | Renaissance de Settat        | 58  | 30 | 9  | 10 | 11 | 26 | 33 | -7   |
| 11   | Union de Sidi Kacem          | 57  | 30 | 8  | 11 | 11 | 24 | 29 | -5   |
| 12   | FAR de Rabat                 | 57  | 30 | 8  | 11 | 11 | 21 | 27 | -6   |
| 13   | Raja de Beni Mellal T        | 54  | 30 | 6  | 12 | 12 | 22 | 38 | -16  |
| 14   | Moghreb de Tétouan P         | 51  | 30 | 5  | 11 | 14 | 25 | 42 | -17  |
| 15   | Raja d'Agadir P ↓            | 50  | 30 | 5  | 10 | 15 | 23 | 48 | -25  |
| 16   | Kawkab de Marrakech          | 48  | 30 | 4  | 10 | 16 | 15 | 38 | -23  |

- Qualifications

- Qualification Coupe du Maghreb des clubs champions 1975-1976
- Champion & qualification Coupe Mohammed V 1975

- Vice-champion
- Relégué en Championnat du Maroc de football D2

- Abréviations

T : Tenant du titre

V : Vice-champion 1973-1974

P : Promus du Championnat du Maroc de football D2  1973-1974

CdT : Vainqueur de la Coupe du Trône de football 1974-1975
Pour des raisons inconnues le Kawkab Athlétique Club de Marrakech n'est pas relégué cette saison.
Seul le Club Omnisports de Meknès est promu pour la saison 1975-1976.  
Le classement est établi sur le même barème de points que durant l'époque coloniale, c'est-à-dire qu'une victoire vaut trois points, un match nul deux points et défaite à un point.

## Statistiques

### Meilleur Attaque
- 1- 47 buts marqués : Raja Club Athletic
- 2- 37 buts marqués : TAS de Casablanca
- 3- 34 buts marqués : Mouloudia d'Oujda

## Bilan de la saison
| Championnat du Maroc de football 1974-1975                        |                      |
| Champion                                                          | MC Oujda (1er titre) |
| Coupes et trophées                                                |                      |
| Vainqueur de la Coupe du Trône 1974-1975                          | Chabab Mohammédia    |
| Vainqueur de la Supercoupe du Maroc 1975                          | Chabab Mohammédia    |
| Qualifications continentales                                      |                      |
| Coupe Mohammed V                                                  | MC Oujda             |
| Coupe du Maghreb des clubs champions 1975-1976                    | MC Oujda             |
| Promotions et relégations                                         |                      |
| Promus en Championnat du Maroc de football                        | CODM de Meknès       |
| Relégués en Championnat du Maroc de football de deuxième division | Raja d'Agadir        |